# Sandra y Paulina
Sandra y Paulina fue una telenovela mexicana del año 1980, producida por Valentín Pimstein, dirigida por Lorenzo de Rodas y escrita por Luis Reyes de la Maza se basa en la radionovela La Gaviota de Inés Rodena. 
Protagonizada por Jacqueline Andere y Julio Alemán, con las participaciones antagónicas de Angélica Aragón y Claudio Brook y las actuaciones estelares de Connie de la Mora, Raúl Meraz, Xavier Marc y Rubén Rojo.

## Elenco
- Jacqueline Andere - Sandra Antonelli White / Paulina Abascal Santos
- Angélica Aragón - Isabel
- Julio Alemán - Andrés
- Claudio Brook - El Viejo
- Raúl Meraz - Don Aurelio
- Connie de la Mora - Silvia
- Xavier Marc - Daniel
- Rubén Rojo
- Porfirio Baz - Beto
- Gustavo Ganem - Marco
- Félix Santaella - Rafael
- Juan Verduzco - Rubén
- Maribella García - Regina
- Blas García - Esteban
- Alfredo García-Márquez - Publicista
- Manuel Armenta - Investigador
- Gastón Tuset - Octavio
- Elizabeth Aguilar - Lulú

- Datos: Q17996788